# إيفان غوتيريز
إيفان غوتيريز (بالإسبانية: Iván Gutiérrez) مواليد 27 نوفمبر 1978 في سوانسيس، منطقة كانتابريا، إسبانيا، هو دراج إسباني في صنف سباق الدراجات على الطريق. شارك في دورة الألعاب الأولمبية الصيفية.

## الميداليات
| الميدالية | المسابقة                                    |
| --------- | ------------------------------------------- |
| فضية      | بطولة العالم لسباق الدراجات على الطريق 2005 |
| ذهبية     | بطولة العالم لسباق الدراجات على الطريق 1999 |

## روابط خارجية
- إيفان غوتيريز على موقع الاتحاد الدولي للدراجات (الإنجليزية)
- إيفان غوتيريز على موقع أرشيف الدراجات (الإنجليزية)
- إيفان غوتيريز على موقع إحصائيات الدراجات الإحترافية (الإنجليزية)
- إيفان غوتيريز على موقع نسبة الدراجات (الإنجليزية)
- إيفان غوتيريز على موقع CycleBase (الإنجليزية)
- إيفان غوتيريز على موقع أوليمبيديا (الإنجليزية)